# Người La Hủ
Người La Hủ, còn có các tên gọi khác như Xá Lá Vàng,  người Khổ Thông (tiếng Trung: 苦聪人; Hán-Việt: Khổ Thông nhân; bính âm: Kǔ cōng rén); trong đó La Hủ hay Lạp Hỗ tộc (tiếng Trung: 拉祜族; bính âm: Lāhùzú) hay Kawzhawd là những tên tự gọi. Người La Hủ sinh sống tại Trung Quốc, Mỹ, Việt Nam, Thái Lan, Myanmar và Lào.

## Dân số và địa bàn cư trú

### Tại Việt Nam
Dân tộc La Hủ là một trong số 54 dân tộc của Việt Nam .
Ở Việt Nam có khoảng 6.874 người La Hủ (1999) sinh sống ở huyện Mường Tè (tỉnh Lai Châu), gồm 3 nhóm địa phương: La Hủ Sư (La Hủ vàng), La Hủ Na (La Hủ đen) và La Hủ Phung (La Hủ trắng). Tập trung chủ yếu ở ba xã là Tá Bạ, Pa Ủ và Pa Vệ Sủ.
Theo Tổng điều tra dân số và nhà ở năm 2009, người La Hủ ở Việt Nam có dân số 9.651 người, cư trú tại 16 trên tổng số 63 tỉnh, thành phố. Tuyệt đại đa số người La Hủ cư trú tập trung tại tỉnh Lai Châu (9.600 người, chiếm 99,47% tổng số người La Hủ tại Việt Nam), ngoài ra còn có ở Thái Nguyên (20 người), các tỉnh còn lại có không nhiều hơn 10 người.

### Tại Trung Quốc
Người La Hủ cũng là một trong số 56 dân tộc được chính thức công nhận của Trung Quốc với tên gọi là Lạp Hỗ hay người Khổ Thông. Ở Trung Quốc người La Hủ sống ở tỉnh Vân Nam với hơn 410.000 người.

### Tại các quốc gia khác
Ngoài ra, họ còn sinh sống ở Mỹ, Thái Lan, Myanmar và Lào. Có khoảng 25.000 người La Hủ ở Thái Lan và họ là một trong số 6 bộ tộc miền núi chủ yếu của nước này. Ở Lào, theo số liệu năm 1985, có 15.618 người La Hủ sinh sống.
Một số người La Hủ đã sang Mỹ sinh sống. Họ tập trung phần lớn tại Visalia, California, nhưng cũng có những người La Hủ tại Mỹ khác sống ở Minnesota, Utah, North Carolina và Texas.

## Ngôn ngữ
Tiếng La Hủ thuộc nhóm ngôn ngữ Tạng-Miến của hệ ngôn ngữ Hán-Tạng. Tiếng La Hủ gần gũi với ngôn ngữ của người Lô Lô (người Di). Hiện nay chữ viết của tiếng La Hủ sử dụng bộ chữ cái Latinh.

## Đặc điểm kinh tế
Trước kia người La Hủ sống chủ yếu bằng nghề làm rẫy và săn bắn, hái lượm. Công cụ lao động chủ yếu là con dao, chiếc cuốc. Từ vài chục năm nay, người La Hủ đã phát triển cây lúa nước và lúa nương làm nguồn lương thực chính và dùng trâu cày kéo. Đàn ông La Hủ đan ghế, mâm, chiếu, nong nia...v.v. bằng mây rất giỏi và đa số biết nghề rèn.

## Văn hóa
Người La Hủ có trên một chục điệu múa khèn. Thanh niên thích thổi khèn bầu. Các bài hát tuy thường dùng tiếng Hà Nhì nhưng có nhịp điệu riêng, trong đó từng ngày được xác định theo chu kỳ 12 con vật (chuột, trâu, thỏ, rồng, hổ, ngựa, cừu, gà, chó, khỉ, lợn, sóc,).

## Phong tục, tín ngưỡng

### Hôn nhân gia đình
Trong gia đình La Hủ, chỉ có con trai mới được thừa hưởng tài sản của cha mẹ. Theo phong tục La Hủ, trai gái được tự do yêu nhau và quyết định hạnh phúc của mình. Sau lễ cưới, chàng rể phải ở gia đình nhà vợ 2-3 năm, sau đó mới được đưa vợ về ở hẳn với mình. 
Phụ nữ La Hủ sinh nở tại buồng ngủ của mình. Sau 3 ngày đứa bé được đặt tên, nếu trong 3 ngày đó, nhà có khách thì người khách này được mời đặt tên cho đứa bé.

### Tục lệ ma chay
Người chết được chôn trong quan tài độc mộc. Trên mộ không dựng nhà mồ, không có rào bảo vệ.

### Nhà cửa
Người La Hủ lập bản trên sườn núi. Thực hiện định canh định cư, một số bản chuyển xuống địa bàn thấp hơn. Từ chỗ nhà cửa tạm bợ, nay họ đã làm nhà ở bền chắc hơn, phần lớn là nhà trệt với vách bằng phên. Trong nhà, bàn thờ tổ tiên và bếp bao giờ cũng đặt tại gian có chỗ ngủ của chủ gia đình.

### Trang phục
Trang phục truyền thống của dân tộc Lahu là màu đen, và màu chủ đạo của quần áo nam và nữ là màu đen.
Nam giới thường mặc áo cặp, quần vải đen, đội mũ vải đen hoặc khăn trùm đầu màu đen.
Phụ nữ mặc áo choàng vải đen hở trước và xẻ tà, cổ tay và vạt áo trang trí bằng xu bạc, khâu bằng nhiều loại ren.